# Pekoren
Pekoren is een bestuurslaag in het regentschap Pasuruan van de provincie Oost-Java, Indonesië. Pekoren telt 5534 inwoners (volkstelling 2010).